# EDC Paris Business School
Die EDC Paris Business School (Französisch: École des dirigeants et de créateurs d’entreprise) ist eine private, staatlich anerkannte wissenschaftliche Wirtschaftshochschule. Sie verfügt über einen Standort in La Défense. Die Hochschule führt transnationale Bachelor-, Master-, Promotions- und MBA-Programme sowie Seminare zur Weiterbildung von Managern durch.
Die EDC ist als eine von Hochschulen weltweit dreifach akkreditiert durch UGEI, EPAS und CGE.

## Berühmte Absolventen
- Robert Louis-Dreyfus (1946–2009), ein französisch-schweizerischer Unternehmer
- Jean Todt (* 1946), ein ehemaliger französischer Automobilrennfahrer